# Masatoshi Wakabayashi
Pour les articles homonymes, voir Wakabayashi.
Masatoshi Wakabayashi (若林 正俊, Wakabayashi Masatoshi), né le 4 juillet 1934 à Shinonoi (qui fait aujourd'hui partie de Nagano, dans la préfecture de Nagano) et mort le 11 novembre 2023 à Tokyo, est un homme politique japonais, membre du Parti libéral-démocrate.
Masatoshi Wakabayashi est élu à la Chambre des représentants pour l'ancien 1er district de sa préfecture natale, de 1983 à 1990, et de 1993 à 1996 ; puis à la Chambre des conseillers du Japon pour la préfecture de Nagano de 1998 à 2010.
Il est ministre de l'Agriculture, des Forêts et de la Pêche du Cabinet Abe, puis du Cabinet Fukuda  — d'abord par intérim du 28 au 29 mai 2007, et du 1er au 27 août 2007 —  et enfin comme titulaire, du 3 septembre 2007 au 1er août 2008.

## Haut fonctionnaire du ministère de l'Agriculture
Diplômé de la faculté de droit de l'université de Tokyo, Masatoshi Wakabayashi entre en 1957 au service du ministère de l'Agriculture et des Forêts (MoAF), devenu en 1981 le ministère de l'Agriculture, des Forêts et de la Pêche (MAFF).
Il y fait carrière pendant plus de 25 ans, en gravissant lentement les échelons : il ne dirige sa première division (celle de la planification de la politique agricole au sein du Bureau du développement des structures agricoles), qu'à partir de 1978.
Masatoshi Wakabayashi dirige ensuite la division des affaires générales de ce même Bureau, à partir de janvier 1981, puis prend la tête également des affaires générales au secrétariat du directeur-général de l'Agence nationale du Territoire en juillet 1981.

## Carrière politique

### Une lente ascension
La carrière de haut fonctionnaire de Masatoshi Wakabayashi  l'amène à se lancer en politique.
Masatoshi Wakabayashi est élu, sous les couleurs du PLD et dans l'ancien 1er district électoral de Nagano, à la Chambre des représentants en 1983. Réélu en 1986, mais battu en 1990, il retourne à la Chambre basse de la Diète en 1993.
Non reconduit dans son siège en 1996, Masatoshi Wakabayashi se tourne alors vers la Chambre haute, où il est élu pour la préfecture de Nagano, en 1998, et réélu en 2004. Les deux fois, il arrive en seconde position lors du scrutin derrière Toshimi Kitazawa, du Parti démocrate du Japon. Il est toutefois élu du fait que la circonscription dispose de deux sièges répartis entre les candidats qui ont obtenu nominalement le plus de suffrages, selon le système du vote unique non transférable.
Masatoshi Wakabayashi est membre au sein du PLD du Seiwa Seisaku Kenkyūkai (清和政策研究会) ou « Conseil pour la nouvelle politique Seiwa », l'une des plus importantes factions internes au parti, qui a donné tous les Premiers ministres japonais qui se sont succédé depuis 2000 et qui est dirigée par le secrétaire général du Cabinet Nobutaka Machimura (et pour cela appelée généralement dans la presse faction Machimura).
Cette mouvance est considérée comme celle militant le plus pour une réforme profonde, à la fois du système de fonctionnement du parti (et notamment la fin du statu quo et de la lutte de pouvoir entre les factions) mais aussi de la constitution et de l'administration japonaise, passant par une politique néo-libérale de privatisation et de dérèglementation.
Comme pour sa carrière de fonctionnaire, son ascension a été lente. Une première fois secrétaire parlementaire de l'Agence de Gestion et de Coordination de juin 1989 à février 1990, puis directeur du Comité des Transports du PLD à partir de 1994, et président de la Commission de l'Agriculture, des Forêts et de la Pêche à la Chambre des conseillers d'août à décembre 1999, Masatoshi Wakabayashi est ensuite à nouveau secrétaire parlementaire. Cette fois auprès du ministre des Finances Ki'ichi Miyazawa, dans les Cabinets de Keizō Obuchi et Yoshirō Mori de décembre 1999 à janvier 2001, et enfin premier vice-ministre du successeur de Miyazawa, Masajuro Shiokawa, dans le 1er Cabinet dirigé par Jun'ichirō Koizumi de janvier à septembre 2001.
Ce n'est que durant les années Koizumi qu'il commence réellement à occuper des fonctions parlementaires plus importantes, et est l'un des artisans du lot de réformes engagé par le gouvernement et la majorité parlementaire.
Masatoshi Wakabayashi apparaît en tant que directeur de la Commission du Budget de la chambre. Président du comité spécial sur les villages montagnards du PLD, d'octobre 2004 à novembre 2005, il travaille à la réforme du système du budget du gouvernement central, et  promeut la décentralisation et les intérêts de l'administration locale.
Président du comité politique du PLD à la Chambre des conseillers, de novembre 2005 à septembre 2006, certains de ses pairs, (notamment l'ancien ministre des Affaires étrangères Mikio Aoki), lui reprochent de n'être pas assez combatif dans les négociations avec l'opposition à la chambre haute.

### Parcours ministériel
Ce n'est qu'à 72 ans, et après 23 ans de carrière politique, que Masatoshi Wakabashi fait son entrée dans le Cabinet du Japon. Il est ainsi nommé le 26 septembre 2006 par Shinzō Abe ministre de l'Environnement, chargé des Problèmes environnementaux mondiaux.
De plus, du 28 au 29 mai 2007, il prend l'intérim du ministère de l'Agriculture, des Forêts et de la Pêche : le titulaire, Toshikatsu Matsuoka, s'étant suicidé quelques heures avant son audition devant une commission parlementaire chargée d'enquêter sur d'éventuels détournements de fonds publics auxquels il aurait pris part. Il reprend ce même portefeuille le 1er août 2007 : le successeur de Matsuoka, Norihiko Akagi, ayant démissionné, lui aussi soupçonné de corruption.
À la suite du remaniement ministériel du 27 août 2007 qui fait suite à la perte de majorité du PLD à la Chambre haute, Masatoshi Wakabayashi n'est initialement pas reconduit, que ce soit à l'Environnement ou à l'Agriculture. Toutefois, dès le 3 septembre, (soit une semaine seulement après sa nomination), le nouveau ministre de l'Agriculture Takehiko Endō doit démissionner à son tour, lui aussi impliqué dans un scandale financier. Wakabayashi est nommé pour le remplacer.
Ainsi, en l'espace de trois mois, quatre ministres de l'Agriculture se sont succédé.
À la suite de la chute du gouvernement Abe, Masatoshi Wakabayashi est reconduit comme ministre de l'Agriculture, des Forêts et de la Pêche par Yasuo Fukuda, le 25 septembre 2007.
Masatoshi Wakabayashi reste à ce poste jusqu'au nouveau remaniement ministériel décidé le 1er août 2008 par le Premier ministre Fukuda.

### Vers le retrait
Après la défaite de son parti aux élections législatives du 30 août 2009, Wakabayashi est choisi par les parlementaires libéraux-démocrates pour être leur candidat (sans espoir d'être élu) lors de l'élection par la Diète du Premier ministre face au président du PDJ victorieux, Yukio Hatoyama, le 16 septembre 2009. Sans surprise, il est battu, ne récoltant que 119 voix sur 480 à la Chambre des représentants, contre 327 à Hatoyama.
Masatoshi Wakabayashi démissionne de son siège à la Diète, et se retire de la politique active, le 2 avril 2010, pour avoir en séance publique deux jours auparavant poussé le bouton de vote de son voisin Mikio Aoki (issu du même parti), alors que celui-ci était absent, sur dix textes soumis à la Chambre.
S'excusant pour ce geste, Masatoshi Wakabayashi déclare : « Je suis conscient du poids de ma responsabilité, et ai décidé de partir puisque mon geste mérite la démission. Je peux juste dire que quelque chose doit avoir cloché chez moi », et que : « Comme je partageais les mêmes points de vue [avec Aoki] sur tous les sujets et pensant que M. Aoki retournerait rapidement à son siège, j'ai pressé le bouton. Il ne m'avait rien demandé ».
C'est son fils, Kenta Wakabayashi, qui a ensuite porté les couleurs du PLD et a été élu pour succéder à son père lors des élections à la Chambre des conseillers du 11 juillet 2010.